# 시조역
시조역(일본어: 四条駅, しじょうえき)은 일본 교토부 교토시 시모교구에 있는 교토 시영 지하철 가라스마선의 역이다.

## 역 구조
섬식 승강장 1면 2선의 지하역. 국도 제367호선(가라스마 도리)의 지하, 시조카라스마 사거리 남쪽에 위치한다.
개찰구는 지하 1층에 남북으로 1개씩, 역 상업 시설 "고토시카 시조" 지하 2층에 입장 전용 개찰이 1곳으로 총 3군데 있다. 단, 고토시카 시조 방향의 개찰구 매표기는 없다. 한큐 전철 교토 본선 가라스마역과의 환승은 북쪽 개찰을 이용하게 되는데, 승강장에서 한큐선 개찰 사이는 지하철 노선이 이 역 승강장의 북쪽에서 한큐 가라스마역 밑을 뚫고 있기 때문에 약간의 거리가 있다.

### 승강장
| 1 | ○ 가라스마선  | 교토・다케다・긴테쓰나라 방면                 |
| 2 | ○ 가라스마 선 | 가라스마오이케・기타오지・고쿠사이카이칸 방면 |

## 역 주변
- 한큐 전철 교토 본선 기온시조역

## 역사
- 1981년 5월 29일: 영업 개시.
- 2007년 4월 1일: PiTaPa 공용 개시.
- 2010년
  - 3월 21일: 역 리모델링에 따라 북쪽 개찰이 개장 전보다 약 30m 남쪽의 현재지로 이동. 이에 따라 개찰 내 점포인 시즈야 베이커리가 개찰 외 점포가 세워졌다.
  - 4월: 역명판 아래 인근 시설의 명칭(오타니 대학 앞)이 광고로 부기되었다.
  - 4월 22일: 역 리모델링에 따라 북쪽 개찰 매표소가 기존보다 약 25m 남쪽의 현재지로 이동. 이에 따라 게시된 운임표가 도자이 선 각 역의 것과 동일 디자인의 것으로 변경되었다.
  - 10월 1일: 역 상업 시설 "고토시카 시조"가 개업하고 역 개량 공사가 완성되었다.